# Garaeus minimus
Garaeus minimus är en fjärilsart som beskrevs av Inoue 1982. Garaeus minimus ingår i släktet Garaeus och familjen mätare. Inga underarter finns listade i Catalogue of Life.